# Otava Yo
Otava Yo (en ruso: Отава Ё) es un grupo musical de folk rock ruso formado en 2003 en San Petersburgo, Rusia.

## Historia
Antes de formar el grupo en 2003, Aleksei Belkin, Aleksei Skosyrev, Dmitriy Shikhardin y Petr Sergeie.v trabajaron como artistas callejeros por las calles de San Petersburgo durante tres años. De los cuatro miembros iniciales, solo Dmitriy tenía formación musical mientras que el resto eran autodidactas. Al principio, la banda se llamó: Reelroadъ y entre su repertorio interpretaban música punk celta hasta que optaron por cambiar el nombre por el de Otava Yo, y con él el género musical.
En 2005 publicaron su álbum de debut: Pod Aptekoy, sin embargo, recién en 2015 fue cuando con el sencillo Sumetskaya, alcanzaron el primer puesto de los rankings. Tres años después volverían a repetir el hit.

## Discografía
| Título                                                                                | Detalles                               |
| ------------------------------------------------------------------------------------- | -------------------------------------- |
| Под аптекой (Pod aptekoy)                                                             | - Publicado en: 2006 - Formato: CD     |
| Жили-были (Zhyli-byli)                                                                | - Publicado en: 2009 - Formato: CD     |
| Рождество (Rozhdestvo)                                                                | - Publicado en: 2011 - Formato: CD     |
| Что за песни (Chto za pesni)                                                          | - Publicado en: 2013 - Formato: CD     |
| Лучшие песни 2006—2015 (Luchshie pesni 2006—2015)                                     | - Publicado en: 2015 - Formato: CD/DVD |
| Дайте маленькое времечко весёлому побыть! (Dayte malenkoe vremechko vesyolomu pobyt!) | - Publicado en: 2015 - Formato: CD/DVD |
| Любишь ли ты? (Lyubish li ty?)                                                        | - Publicado en: 2018 - Formato: CD     |